# 938

## Nașteri
- Romanos al II-lea, împărat bizantin (959-963), (d. 963)

## Decese
- 28 iulie: Thankmar, fiul cel mai vârstnic al regelui Henric I al Germaniei (n.c. 908)